# 新前田
新前田（しんまえだ）は、愛知県みよし市の地名。新前田一丁目・新前田二丁目・新前田三丁目がある。

## 地理

### 交通
- 愛知県道54号豊田知立線

### 施設
- 新前田西公園

## 歴史

### 沿革
- 2022年（令和4年）10月15日 - みよし市三好町蝉田・三好町大原・三好町平池の各一部により同市新前田一丁目が、三好町大原・三好町平池・三好町北中島・三好町前部垣内の各一部により同市新前田二丁目が、三好町前田の一部により新前田三丁目がそれぞれ成立[WEB 4]。

### WEB
1. ↑  “読み仮名データの促音・拗音を小書きで表記するもの(zip形式) 愛知県” (zip).   日本郵便 (2024年2月29日). 2024年3月26日閲覧。
2. ↑  “市外局番の一覧” (PDF).   総務省 (2022年3月1日). 2022年3月22日閲覧。
3. ↑  “ナンバープレートについて”.   一般社団法人愛知県自動車会議所. 2024年1月21日閲覧。
4. ↑  みよし市役所都市建設部公園緑地課. “令和4年10月15日 新旧町名概要図” (PDF).   みよし市役所. 2025年8月6日閲覧。